# 杜安·费雷尔
杜安·费雷尔（英語：Duane Ferrell，1965年2月28日—），美国NBA联盟前职业篮球运动员。